# SM U-98 (1917)
SM U-98 – niemiecki okręt podwodny typu U-93 zbudowany w Friedrich Krupp Germaniawerft w Kilonii w latach 1915-1917. Wodowany 28 lutego 1917 roku, wszedł do służby w Cesarskiej Marynarce Wojennej 31 maja 1917 roku. 9 września 1917 roku został przydzielony do IV Flotylli pod dowództwem kapitana Kurta Beitzena. U-98 w ciągu pięciu patroli zatopił 3 statki nieprzyjaciela o łącznej pojemności 10 799 BRT oraz jeden uszkodził o pojemności 5340 BRT.  25 listopada 1917 roku po osiągnięciu zdolności bojowej dowódcą okrętu został mianowany Walter Strasser. 22 grudnia 1917 roku Strassera zastąpił Rudolf Andler.
Największym zaatakowanym statkiem przez U-98 był brytyjski parowiec „Anchoria” o pojemności 5430 BRT, który 24 marca 1918 roku, został storpedowany u północnych wybrzeży Irlandii i dotarł do zatoki Lough Swilly. Statek płynął z ładunkiem drobnicowym z Glasgow do Nowego Jorku. 
26 maja 1918 roku U-98 zatopił norweski parowiec „Janvold” o pojemności 1366 BRT, który płyną z ładunkiem rudy z Bilbao do Glasgow. Statek został zatopiony 28 mil na północny zachód od Bardsey Island. W czasie ataku zginęło 4 marynarzy.
16 stycznia 1919 roku okręt został poddany Royal Navy i zezłomowany na przełomie 1919 i 1920 roku w Blyth